# Strumigenys hemichlaena
Strumigenys hemichlaena är en myrart som beskrevs av Brown 1971. Strumigenys hemichlaena ingår i släktet Strumigenys och familjen myror. Inga underarter finns listade i Catalogue of Life.